# Теллурид кобальта(II)
Теллурид кобальта(II) — бинарное неорганическое соединение
кобальта и теллура с формулой CoTe,
кристаллы.

## Физические свойства
Теллурид кобальта(II) образует кристаллы
гексагональной сингонии,
пространственная группа P 63/mmc,
параметры ячейки a = 0,3882 нм, c = 0,5367 нм, Z = 2.
Кристаллы содержат избыток теллура (54,55 ат.%), что соответствует составу Co5Te6.